# Atlanersa
El rey Atlanersa reinó en Kush (Nubia) con capital en la ciudad de Napata entre el 653 y el 643  a. C.

## Biografía
Atlanersa fue el sucesor de Tanutamani, último rey de la Dinastía XXV de reyes nubios de Egipto, y a diferencia de este su reino estuvo reducido al territorio de Kush al sur de Aswan. 
Era hijo del rey Taharqo con lo que la sucesión volvía a la línea principal, ya que su antecesor Tanutamani era en realidad hijo del rey Shabako y sobrino de su predecesor Taharqo, habiendo asumido el trono por la corta edad de los herederos. Del nombre de su madre solo se conserva su terminación, «…salka». Atlanersa tomó por esposas a sus hermanas Yeturow y Khalese, no obstante lo cual su sucesor Senkamanisken fue hijo de una tercera, Malotaral, que no pertenecía a la línea femenina de sucesión. Tuvo tres esposas más, tampoco «reinas madres», de las cuales se conserva el nombre de una Peltaseñ, y fragmentos de los de las restantes («Taba…» y «K…»). 
Atlanersa (nombre de nacimiento) adoptó como nombre real Chukare, y recibió como nombre de Horus Geregtawy, como nombre de Horus Dorado Smenhepu y como nombre de Nebty (o de las Dos Damas, Uadyet y Nejbet) Merymaat.
Es probable que Atlanersa fue el rey de Kush del que escribió el historiador griego Heródoto. Según su historia, en tiempos de Psamético I el rey de Kush alentó a los soldados egipcios estacionados en Elefantina a desertar y marchar a Kush para combatir a sus enemigos en el sur, prometiéndoles que de vencer les entregaría tierras allí para establecerse. Los soldados, 24 miríadas (cada una de 10 000 soldados), viendo que después de tres años no llegaba su relevo, desertaron, vencieron a los enemigos del rey y se asentaron en sus tierras, siendo conocidos en tiempos de Heródoto como Automolos o Asmach, «los que asisten a la izquierda del rey». Seis siglos más tarde, los escritores romanos informaban que sus descendientes vivían aún en esas tierras leales al rey de Meroe. 
Atlanersa es conocido por inscripciones en el templo de Gebel Barkal y en fragmentos de un obelisco en Dongola. Fue enterrado en la pirámide número 20 de la necrópolis de Nuri. Probablemente, murió inesperadamente, dado que sus obras en Jebel Barkal y su tumba en Nuri se dejaron sin terminar cuando él murió.